# Guarea carapoides
Guarea carapoides là một loài thực vật thuộc họ Meliaceae. Đây là loài đặc hữu của Peru.